# Седлисько (гміна)
Гміна Седлісько (пол. Gmina Siedlisko) — сільська гміна у північно-західній Польщі. Належить до Новосольського повіту Любуського воєводства.
Станом на 31 грудня 2011 у гміні проживало 3614 осіб.

## Площа
Згідно з даними за 2007 рік площа гміни становила 92.19 км², у тому числі:
- орні землі: 53.00%
- ліси: 37.00%

Таким чином, площа гміни становить 11.96% площі повіту.

## Населення
Станом на 31 грудня 2011:
| Опис     | Загалом | Загалом | Чоловіки | Чоловіки | Жінки | Жінки |
| -------- | ------- | ------- | -------- | -------- | ----- | ----- |
| одиниця  | осіб    | %       | осіб     | %        | осіб  | %     |
| все      | 3614    | 100     | 1803     | 49.89    | 1811  | 50.11 |
| міське   | 0       | 100     | 0        |          | 0     |       |
| сільське | 3614    | 100     | 1803     | 49.89    | 1811  | 50.11 |

## Сусідні гміни
Гміна Седлісько межує з такими гмінами: Битом-Оджанський, Жуковіце, Котля, Нова Суль, Слава.